# Поппер, Карл
Сэр Карл Раймунд По́ппер (нем. Karl Raimund Popper; 28 июля 1902, Вена, Австро-Венгрия — 17 сентября 1994, Лондон, Англия, Великобритания) — австрийский и британский философ и социолог. Один из самых влиятельных философов науки XX столетия.
Поппер наиболее известен своими трудами по философии науки, а также социальной и политической философии, в которых он критиковал классическое понятие научного метода, а также решительно отстаивал принципы демократии и социального критицизма, которых он предлагал придерживаться, чтобы сделать возможным процветание открытого общества.
Карл Поппер является основоположником философской концепции критического рационализма. Он описывал свою позицию следующим образом: «Я могу ошибаться, а вы можете быть правы; сделаем усилие, и мы, возможно, приблизимся к истине».

## Биография

### Ранние годы
Родился в семье «хорошо стоявшего на ногах» юриста из Богемии Симона (Зигмунда Карла) Поппера и Дженни, урожденной Шифф, — обоих еврейского происхождения, но принявших лютеранство ещё до рождения сына Карла. Отец профессорствовал в Венском университете, интересовался проблемами философии, социологии и политологии, имел обширную библиотеку и часто обсуждал с сыном общественные вопросы. Благодаря этому Карл уже в юном возрасте ознакомился с многочисленными трудами по классической философии, а также с работами по социальной философии таких мыслителей, как К. Маркс, Ф. Энгельс, К. Каутский, Э. Бернштейн и других. Мать происходила из музыкальной семьи и, как отмечают, сама была одаренной пианисткой.
С 1918 года Карл Раймунд посещал университет Вены, где изучал математику и теоретическую физику, при этом продолжая интересоваться философией самостоятельно. Ещё в юности мать привила ему любовь к музыке; в 1920—1922 годах он всерьёз задумался о том, чтобы стать музыкантом. Присоединится к «Обществу частных концертов» А. Шёнберга и год обучался в Венской консерватории, но посчитал себя недостаточно способным и прекратил занятия музыкой, однако интереса к ней окончательно не утратил; выберет историю музыки как дополнительный предмет во время экзамена на докторскую степень.
С 1921 по 1924 год К. Поппер осваивал профессию краснодеревщика. В тот же период он работал волонтёром в детских клиниках А. Адлера, где познакомился с ним лично. Наблюдая за методиками Адлера, Поппер усомнился в эффективности психоанализа и в претензиях подобных теорий на научность. После изучения трудов З. Фрейда и А. Эйнштейна, Поппер заинтересовался, чем доктрины К. Маркса, З. Фрейда и А. Адлера отличаются от таких признанно научных теорий, как, например, теория относительности А. Эйнштейна. В дальнейших работах этот вопрос станет основой принципа фальсифицируемости, или критерия Поппера. Под влиянием профессора Г. Гомперца Поппер развернется «от любого психологического подхода — к философии науки».
В 1925 году, по окончании университета, Поппер получил диплом преподавателя математики и физики в гимназии. В 1928 году Поппер с наивысшей оценкой защитил докторскую диссертацию на тему методологии когнитивной психологии (экзаменаторами были Карл Бюлер и Мориц Шлик), после чего получил должность преподавателя в средней школе. В 1930 году женился на Жозефине Анне Хеннингер (они познакомились в Педагогическом институте Вены, где учились; детей у пары не будет).

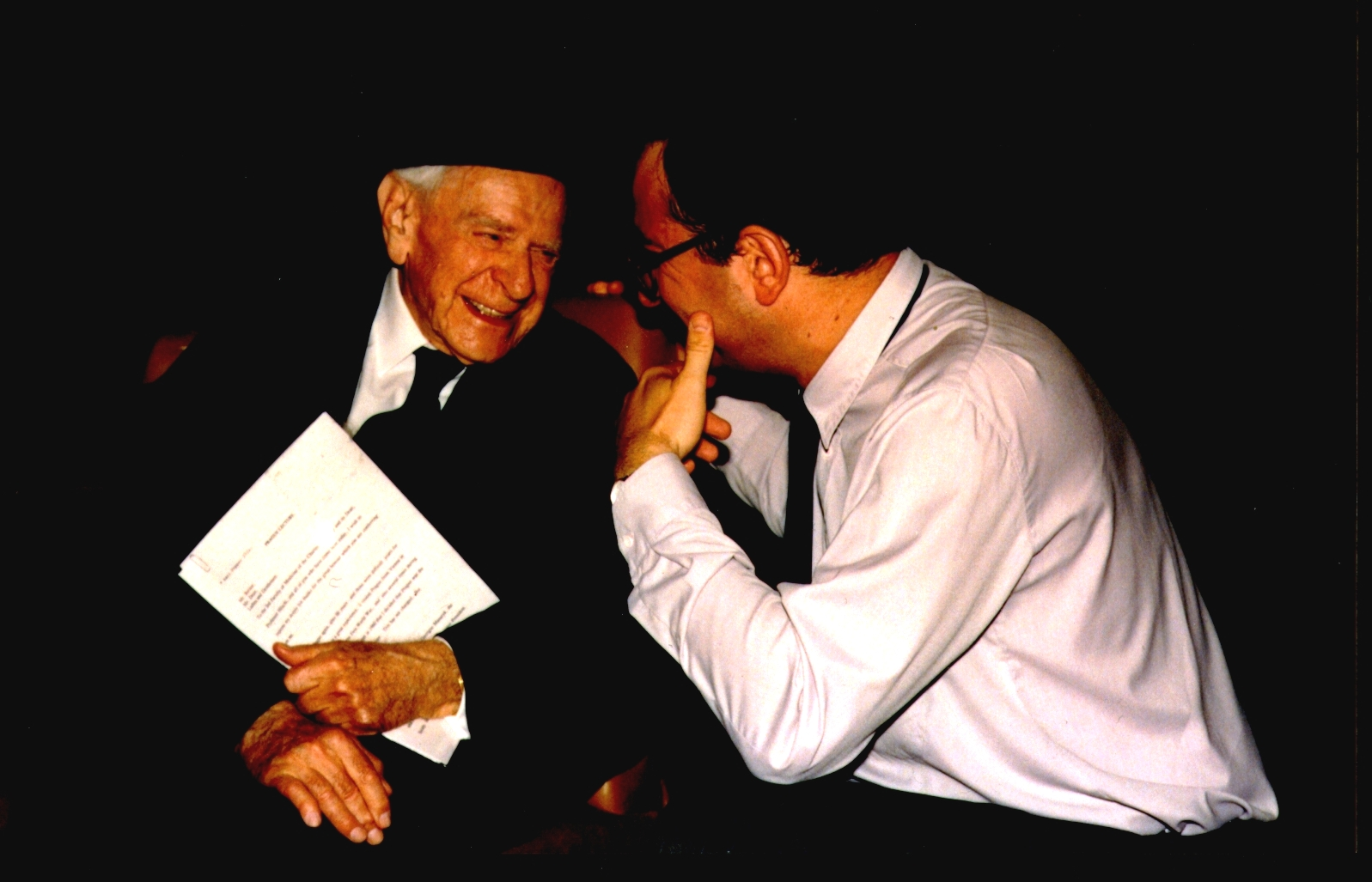
Карл Поппер и Сирил Хошл

К 1933 году он подготовил свой труд Die beiden Grundprobleme der Erkenntnistheorie («Две основные проблемы теории знания») и был близок к его публикации. Сокращенной версией оного станет его вышедшая в 1934 году важнейшая работа Logik der Forschung («Логика научного открытия»), коя будет довольно широко замечена в англоязычном мире. Ее обсуждали Карнап, Гемпель, Нейрат (называл Поппера «официальной оппозицией» Венского кружка), Рейхенбах (отозвался резкой рецензией). Ныне ее, наряду с «Логической структурой мира» Рудольфа Карнапа (Der logische Aufbau der Welt, 1928) указывают книгами, открывающими современную философию науки.
На Международном конгрессе научной философии в Париже в 1935 году Сьюзен Стеббинг пригласила Поппера прочитать лекцию в Бедфорд-колледже в Лондоне. Он получит также другие предложения и проведет в общей сложности около девяти месяцев в Англии в 1935—1936 годах. Там он читал лекции по вероятности и о семантической теории истины Альфреда Тарского, у которого ему довелось брать уроки в Вене. В Лондоне Поппер познакомится с Хайеком — тоже из Вены, но ранее они не встречались. На семинаре последнего в LSE Поппер представит привезенную с собой раннюю версию своей «Нищеты историцизма».

### Переезд в Новую Зеландию
Вместе с ростом популярности нацизма в Австрии рос и уровень антисемитизма. И Поппер, помня о своём еврейском происхождении, решил покинуть страну. Он узнал о вакансии лектора в одном из университетов Новой Зеландии и в начале 1937 года, получив должность преподавателя, иммигрировал туда. С 1937 по 1945 год Поппер работал преподавателем философии в университете Кентербери, Новая Зеландия.
Когда Поппер прибыл в Новую Зеландию, он уже был достаточно известен в Европе, однако о нём мало кто слышал в этой части света. В результате положение Поппера в университете было двойственным: с одной стороны, он был в полной безопасности, а с другой — его авторитет там поначалу был минимальным, ему пришлось начинать с более низких позиций, чем имелись у его менее известных в мире коллег. И всё же со временем Поппер получил признание и в Крайстчёрче, став одним из самых влиятельных и обсуждаемых преподавателей университета.

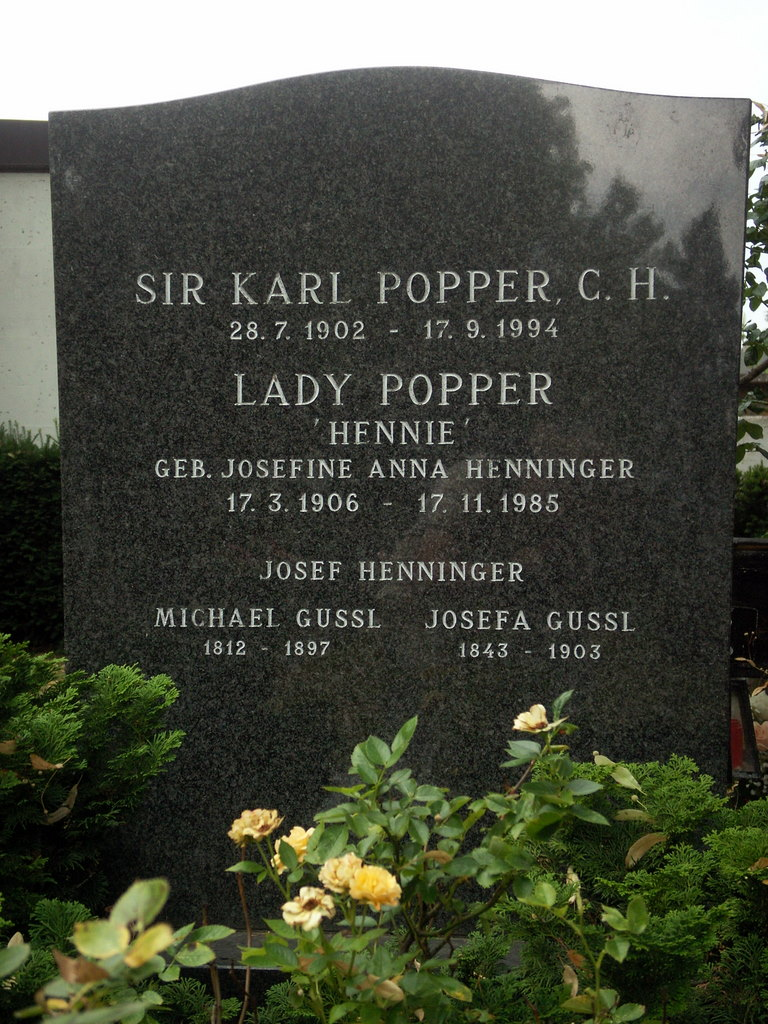
Надгробный камень на могиле Карла Поппера

С тех же пор он публикуется преимущественно на английском языке. Там он завершит серию статей «Нищета историцизма» (выходят в 1944-45); и свою двухтомную классику «Открытое общество и его враги», принесшую ему свежую послевоенную репутацию довольно популярного теоретика политического либерализма.

### Поздние годы и переезд в Великобританию
В 1945 году Поппер получил британское подданство и в январе 1946 года переехал в Лондон, где с 1946 года до середины 1970-х годов был профессором логики (с 1949, по 1969) и деканом факультета философии, логики и научного метода в Лондонской школе экономики и политических наук. Дональд Уинч описывал его семинары как обличительные речи Поппера против всех, кто с ним не согласен, начинающиеся тихо и достигающие крещендо.
В 1964 году он был посвящён в рыцари. В 1950-м впервые побывал в США. 1956-7 провел в Стэнфордском центре передовых исследований.
В 1976 году Поппер стал членом Лондонского королевского общества, в 1982 году он был награждён Орденом Кавалеров Почёта. Он также получил премию Алексиса Токвиля (1984) и премию Киото (1992).
Карл Поппер скончался 17 сентября 1994 года в лондонском районе Кройдон. Его жена Жозефина умерла раньше, в 1985 году в Вене. После ее смерти он на несколько месяцев займет там пост директора нового отделения Института Больцмана, откуда — из Австрии — ранее избегал предложений о работе, все еще опасаясь антисемитизма там (шестнадцать членов его семьи, пусть и никто из ближайших родственников, погибли от нацизма). Прах захоронен на родине в Вене.

## Основные идеи

### Эпистемология
Карл Поппер внёс большой вклад в разработку принципов научного познания и стал основоположником критического рационализма. В своих трудах Поппер опирался на концепцию истины Альфреда Тарского. Он считал, что истина объективна, а знание носит предположительный характер, может быть подвержено ошибкам и должно постоянно пересматриваться (принцип фаллибилизма).
Критический реализм появился как попытка Поппера решить философские проблемы демаркации (отделение научного знания от ненаучного) и индукции (допустимость индуктивных суждений из опыта). Поппер был знаком с решением проблемы демаркации членами Венского кружка (представители логического эмпиризма) — верификационизмом, согласно которому смысл имеют лишь проверяемые или верифицируемые суждения. В противовес этому принципу Поппер выдвинул принцип фальсификационизма, согласно которому теория является научной, если существует методологическая возможность её опровержения путём постановки того или иного эксперимента, даже если такой эксперимент ещё не был поставлен.

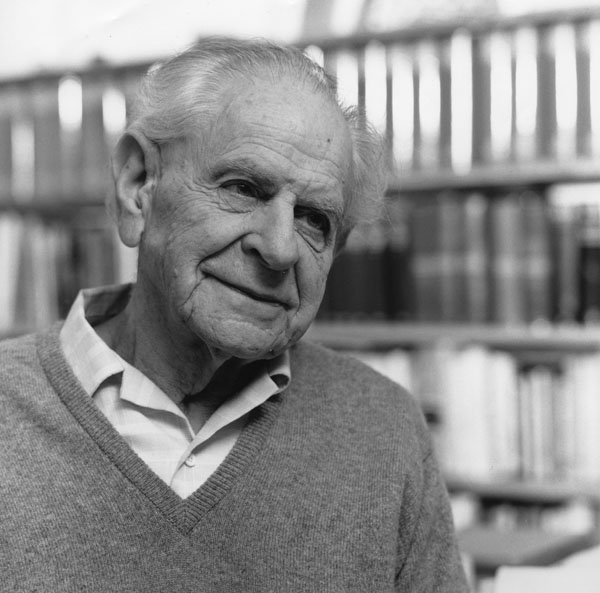
К. Поппер в 1990 году

Проблему индукции, сформулированную Юмом, пытался решить ещё И. Кант, который считал допустимой индукцию из опыта, поскольку человек, согласно Канту, обладает истинной априорной интуицией о реальном мире, поэтому ему удаётся построить такие истинные теории, как физика Ньютона. Однако после выхода в свет работ Эйнштейна по теории относительности эта философская установка пошатнулась. Поппер предложил своё решение этой проблемы. С одной стороны, он вслед за Кантом утверждал, что наши теории о мире формулируются a priori, с другой стороны, он не считал, что эти теории истинны. То есть, в отличие от Юма, Витгенштейна и членов Венского кружка, Поппер не считал, что учёные вообще используют индукцию из опыта для построения теорий. Более того, по Попперу, научное знание вообще не нуждается в обосновании, поскольку любое обоснование потребует или чего-либо для собственного обоснования, или мы должны принимать его как аксиому, которая не нуждается в обосновании. Поэтому, как считал Поппер, требовать обоснования для научного знания — иррационально.
Поппер утверждал, что научное знание рационально не из-за наличия обоснования, а из-за того, что мы способны критически его рассматривать. В своей работе «Логика научного исследования» (нем. Logik der Forschung) Поппер указывал на то, что научное знание появляется не из-за возникновения новых обоснований, а из-за критики гипотез, которые предлагаются для решения новых проблем. По мере рассмотрения потенциально бесконечного множества теорий, которые являются решением заданной проблемы, и последующего опровержения или фальсификации этих теорий одной за другой и рационального выбора теории из оставшихся (ещё не фальсифицированных), происходит накопление новых научных знаний и появление новых проблем.
Такой подход методологически соответствует античному скептицизму — пирронизму: строго говоря, научные теории некорректно считать истинными не потому, что они [уже] опровергнуты, а потому, что, не отрицая вероятную правильность одной теории, всегда можно выдвинуть другую для объяснения феномена. Хотя в прикладном плане они зачастую обладают различной достоверностью с точки зрения «здравого смысла», философски важно именно отсутствие «окончательного доказующего эксперимента».

### Гносеология
В гносеологическом аспекте Поппер придерживался реализма. В своих поздних работах он выдвинул гипотезу трёх миров:
1. Мир физических объектов и состояний.
2. Мир психических и ментальных состояний сознания.
3. Мир объективного знания (сюда входят содержание научных гипотез, литературные произведения и другие независящие от субъективного восприятия объекты).

Мир физических объектов взаимодействует с миром психических состояний, а тот порождает мир объективного знания, который не зависим от своих создателей. Таким образом, знание по Попперу не зависит от познающего субъекта.

### Социальная теория
Свой критический подход Поппер также применял и к социальным наукам. Так появилась идея открытого общества — общества, в котором индивиды могут свободно критиковать действия своего правительства. В таком обществе правительство гарантирует индивидам такую возможность, а неудовлетворительные политические программы элиминируются так же, как и фальсифицированные научные теории. В таком обществе индивиды свободны от различных табу и принимают решения, исходя из достигнутого в результате договорённости консенсуса. Политическая элита в таком обществе не имеет неограниченной власти и может быть отстранена без кровопролития.
В своих работах «Открытое общество и его враги» и «Нищета историцизма» Поппер критиковал те социально-политические концепции, которые он называл историцизскими. К таким концепциям он относил марксизм и платонизм, которые пытались предсказать развитие общества согласно придуманным ими законам. Поппер же считал, что таких законов нет (он был историческим индетерминистом), а общество формируется не этими законами, а суммой действий всех индивидов. Поппер утверждал, что, поскольку процесс накопления человеческого знания непредсказуем, то теории идеального государственного управления принципиально не существует, следовательно, политическая система должна быть достаточно гибкой, чтобы правительство могло плавно менять свою политику. В силу этого общество должно быть открыто для множества точек зрения и культур, то есть обладать признаками плюрализма и мультикультурализма.
Реформы, согласно Попперу, должны проводиться пошагово, для решения конкретных проблем, и своевременно корректироваться в зависимости от результата их применения. Эту методологию, которую Поппер назвал социальной инженерией (противопоставляя её социальному прожектёрству), использовали многие европейские страны для проведения своих реформ во 2-й половине XX века.

## Критика
Ряд учёных, не согласных с идеями Поппера, попытались доказать тот факт, что принцип фальсифицируемости не может быть основной методологической единицей при обсуждении вопросов подтверждения, проверки и опровержения теорий.
Так, Томас Кун отмечает, что для выбора между конкурирующими научными теориями одной лишь опытной проверки недостаточно. Кроме опыта, важными компонентами научного творчества являются интуиция, психология и философские соображения. Эталон для построения научной теории называется парадигмой. Смысл научных революций заключается не в смене одной фундаментальной теории другой под влиянием новых фактов, а в смене научных парадигм.
Марио Бунге отвергает постпозитивистскую философию на основе следующих аргументов: факты не являются первичными, а получаются и интерпретируются с помощью теории; научные теории имеют дело не с самими наблюдаемыми явлениями, а лишь с их идеализированными моделями; проверяемые предложения часто не являются следствием единственной теории, а следуют из теории в сочетании с дополнительными предположениями, которые также должны проверяться опытным путём. Одной лишь эмпирической проверки научной теории недостаточно. Кроме эмпирической проверки, необходима метатеоретическая проверка (внутренняя логическая непротиворечивость, наличие следствий, наличие процедуры перехода от ненаблюдаемых к наблюдаемым), интертеоретическая проверка (согласованность теории с другими теориями, уже получившими признание), философская проверка (соответствие теории определённой философии).
Существует также так называемая критика идей постпозитивизма «слева». Впервые очное столкновение между Поппером и неомарксистами произошло в 1961 году. Тогда на конгрессе «Логика социальных наук» с Поппером дискутировал Теодор Адорно. Речь шла о применимости попперовских критериев к гуманитарным наукам. Однако идеи отказа исследовать целую картину мира и общество в частности, предложенные Поппером, критиковались и в более ранних трудах представителей Франкфуртской школы. В частности, в программном произведении Макса Хоркхаймера «Затмение разума».
Сергей Мареев отмечал: «Никто из попперианцев до сих пор не заметил у него [Поппера] вопиющего противоречия между прокламированным рационализмом и строгой научностью в работах по „философии науки“, с одной стороны, и отсутствием всяческой науки в исторических работах — с другой. „Исторических“ только в том смысле, что речь там идёт о исторических сюжетах, потому что ни о действительной истории, ни об исторической науке там речи идти не может. „Открытое общество и его враги“ и „Нищета историцизма“ — это только политические памфлеты.»
Также существует крайняя точка зрения, вообще отрицающая какие-либо реальные интеллектуальные достижения Поппера. Так, Александр Зиновьев заявил: «В его сочинениях вы не найдете ни одной научной фразы». Попперианство используется отрицателями глобального потепления и антипрививочниками.
Питер Липтон указывает, что большинство философов науки находят основную позицию Поппера неприемлемой.

### Работы Карла Поппера
- Логика научного исследования (нем. Logik der Forschung, в русск. переводе «Логика и рост научного знания»), — 1934.
- Открытое общество и его враги (англ. The Open Society and Its Enemies), т. 1, — 1945, Вена.
  - Второе издание (переработанное) — 1952;
  - третье издание (переработанное) — 1957;
  - четвёртое издание (переработанное) — 1962;
  - пятое издание (переработанное) — 1966;
  - репринт — 1969, 1973, 1977, 1980, 1986, 1991.
- Нищета историцизма (англ. The Poverty of Historicism), — 1957.
- Предположения и опровержения: рост научного знания (англ. Conjectures and Refutations: The Growth of Scientific Knowledge), — 1963.
- Открытое общество и его враги (англ. The Open Society and Its Enemies), т. 2, — 1965.
- Объективное знание: эволюционный подход (англ. Objective Knowledge: An Evolutionary Approach), — 1972.
  - Второе издание (исправленное и дополненное с которого сделан русский перевод), — 1979.
- Постскриптум к «Логике научного открытия» (англ. Postscript to the Logic of Scientific Discovery), т. 1 — 3. — 1982.
- Неоконченный поиск: интеллектуальная автобиография (англ. Unended Quest: An Intellectual Autobiography), — 1992.
- Реализм и цель науки. — В кн.: Современная философия науки: знание, рациональность, ценности в трудах мыслителей Запада. Хрестоматия. — М.: Логос, 1996. — 2-е изд. — С. 92—105. — 400 с. — Тираж 6000 экз. — ISBN 5-88439-061-0.
- Объективное знание. Эволюционный подход / Пер.с английского Д. Г. Лахути — М.: Издательство «Эдиториал УРСС», 2002. — 381 с. — Тираж 2000 экз.
- Знание и психофизическая проблема: В защиту взаимодействия / Пер. с англ. И. В. Журавлёва — М.: Издательство ЛКИ, 2008. — 256 с. ISBN 978-5-382-00541-6